# ريان غرانت (لاعب كرة قدم أمريكية)
ريان غرانت (بالإنجليزية: Ryan Grant)‏ هو لاعب كرة قدم أمريكية أمريكي، ولد في 9 ديسمبر 1982 في نيويورك في الولايات المتحدة.

## وصلات خارجية
- ريان غرانت على موقع إي إس بي إن.كوم (أن.أف.أل)3
- ريان غرانت على موقع مرجع كرة القدم المحترفة.كوم (الإنجليزية)